# 甘贝拉拉
甘贝拉拉（義大利語：Gambellara），是意大利威尼托大区维琴察省的一个市镇。总面积12平方公里，人口3377人，人口密度281.4人/平方公里（2009年）。国家统计（ISTAT）代码为024043。

## 友好城市
- 義大利布泰拉